# Круглошовні мухи
Круглошовні мухи (Muscomorpha) — інфраряд двокрилих комах (Diptera). Включає більшість представників підряду, у тому числі справжніх мух, м'ясних мух і оводів. Для личинок круглошовних мух характерна значна редукція головної капсули. Інша особливість представників цієї групи полягає в тому, що при обертанні в лялечку вони залишаються усередині линочної шкірки, яка виступає в ролі захисної оболонки, що називається пупарієм. Імаго покидає пупарій, розриваючи його по круглому шву в передній частині.

## Класифікація
- Секція Aschiza
- Надродина Platypezoidea
- Надродина Syrphoidea
- Секція Schizophora
  - Підсекція Acalyptratae
    - Надродина Conopoidea
    - Надродина Tephritoidea
    - Надродина Nerioidea
    - Надродина Diopsoidea
    - Надродина Sciomyzoidea
    - Надродина Sphaeroceroidea
    - Надродина Lauxanioidea
    - Надродина Opomyzoidea
    - Надродина Ephydroidea
    - Надродина Carnoidea

  - Підсекція Calyptratae
    - Надродина Muscoidea
    - Надродина Oestroidea
    - Надродина Hippoboscoidea